# Hemingway & Gellhorn
Hemingway & Gellhorn (bra: Hemingway & Martha ou Hemingway & Gellhorn) é um telefilme norte-americano de 2012, dirigido por Philip Kaufman, com roteiro de Jerry Stahl e Barbara Turner baseado na vida do casal Ernest Hemingway e Martha Gellhorn. Estreou no Brasil em 27 de outubro de 2012 pela rede HBO Brasil.

## Sinopse
A história é contada do ponto de vista de Martha Gellhorn. Ela e Hemingway se conhecem em um bar. Ambos partem para a Espanha, então em guerra civil, por motivos diferentes: ele acompanha uma equipe que produz um filme pró-republicanos (The Spanish Earth), e ela, como correspondente iniciante. Ali iniciam um romance que continua ao retornarem aos Estados Unidos. Casam-se após Hemingway obter o divórcio de Pauline Pfeiffer, sua segunda esposa. Ela prossegue sua carreira cobrindo a Guerra Russo-Finlandesa e a Segunda Guerra Sino-Japonesa. O atrito entre ambos em acompanhar como correspondentes o Dia D ocasiona o rompimento do casal. Mas ambos vão a Europa em guerra e lá Hemingway conhece a também jornalista Mary Welsh, que se tornaria sua quarta esposa.[carece de fontes?]

## Elenco
- Clive Owen — Ernest Hemingway
- Nicole Kidman — Martha Gellhorn
- David Strathairn — John dos Passos
- Rodrigo Santoro — Paco Zarra
- Molly Parker — Pauline Hemingway
- Parker Posey — Mary Welsh Hemingway
- Santiago Cabrera — Robert Capa
- Lars Ulrich — Joris Ivens
- Joan Chen — Sra.Soong May-ling
- Tony Shalhoub — Mikhail Koltsov
- Robert Duvall — General Petrov

## Produção
Foi gravado em locação em São Francisco (Califórnia). Robert Duvall fez uma ponta no filme mas não foi creditado.

## Recepção
No agregador de críticas dos Estados Unidos, o Rotten Tomatoes, na pontuação onde a equipe do site categoriza as opiniões da  grande mídia e da mídia independente apenas como positivas ou negativas, o filme tem um índice de aprovação de 49% calculado com base em 49 comentários dos críticos. Por comparação, com as mesmas opiniões sendo calculadas usando uma média aritmética ponderada, a nota alcançada é 5.30/10 que é seguida do consenso: "A performance equilibrada de Nicole Kidman fornece alguma medida de recuperação para Martha Gellhorn, mas esse melodrama histórico banal reduz Ernest Hemingway e a época em que os dois correspondentes de guerra viveram a uma ampla caricatura."